# Герб Нерке
Герб Нерке (швед. Närkes vapen) — символ історичної провінції (ландскапу) Нерке. 
Також використовується як елемент герба сучасного адміністративно-територіального утворення лену Еребру.

## Історія
Герб ландскапу Нерке використовувався під час похоронної процесії короля Густава Вази 1560 року. Надалі використовувався без змін.   

## Опис (блазон)
У червоному полі дві покладені навхрест золоті стріли зі срібними наконечниками вгору, поміж ними — чотири срібні троянди.

## Зміст
Герб ландскапу може увінчуватися герцогською короною.